# Sigfrøðr Haraldsson
Sigfrøðr Haraldsson (in norvegese: Sigrød Haraldsson; Trondheim, 872 circa – Tønsberg, 934 circa) fu re di Trøndelag.

## Biografia
Sigfrøðr Haraldsson fu il quarto figlio di re Harald I Bellachioma e Ása, figlia di Hákon Grjótgarðsson, jarl di Hlaðir e poi anche di Fjordane.
Secondo l' Heimskringla nacque a Trondheim, certamente dopo l'872, anno della battaglia di Hafrsfjord.
Crebbe a Hlaðirgárd, casa dello zio materno Hákon Grjótgarðsson, insieme ai fratelli gemelli Hálfdanr il Nero e Hálfdanr il Bianco e a Sigurðr, figlio dello jarl di Lade che aveva all'incirca la loro stessa età e con il quale restò sempre in ottimi rapporti.
Attorno al 900, quando re Harald aveva ormai all'incirca cinquant'anni, per cercare di placare le continue liti intestine tra i suoi figli e gli jarl, decise di accontentarli conferendo a tutti loro il titolo di re e divise il regno in vari potentati minori le cui rendite sarebbero spettate per metà a lui e per metà al sovrano locale, inoltre ai figli sarebbe stato concesso di sedere sotto il suo seggio ma sopra quello degli jarl. A Sigfrøðr e ai gemelli Hálfdanr toccò il regno del Trøndelag, che si divisero equamente. Questa decisione permise di ridurre temporaneamente le lotte intestine tra i figli di Harald ma non di risolvere il nodo della successione al trono, per la quale sorsero nuovi contrasti. Era infatti volontà del re di Norvegia che il suo erede fosse Eiríkr Blódøx, il figlio che più amava sebbene non il primogenito, tuttavia gli abitanti del Trøndelag gli preferivano Hálfdanr il Nero.
Verso il 930 Harald I, ormai ottantenne ed infermo, sentendo avvicinarsi la sua ora, nominò ufficialmente Eiríkr Blódøx quale suo erede al trono di Norvegia. La decisione provocò malcontento sia nei figli che nella maggior parte del popolo che provava scarso amore per il futuro re a causa della sua arroganza e della sua violenza. Hálfdanr, contando sul supporto della gente del Trøndelag e probabilmente di Sigfrøðr, si rifiutò di riconoscere Eiríkr quale erede e di pagargli tributo; per rimarcare la sua decisione prese l'abitudine di sedere sul seggio più alto di Trondheim, normalmente riservato ai re di Norvegia. Due anni dopo Hálfdanr morì durante un banchetto a Trondheim in circostanze sospette. Si disse che ad ucciderlo fosse stata una bevanda avvelenata servita da una maga assoldata dalla regina Gunnhildr, moglie di Eírikr. Fu così che Sigfrøðr gli succedette quale unico re del Trøndelag mentre nel sud della Norvegia il fratellastro Óláfr si proclamò unico re del Vík.
Sapendo che Eiríkr non avrebbe mai sopportato l'esistenza di due regni ribelli, Sigfrøðr prese accordi con Óláfr al fine di stabilire un'alleanza difensiva e la primavera successiva fu invitato dal fratellastro a Tønsberg. Eiríkr però non perse tempo e, raccolta una potente flotta, salpò alla volta della città navigando giorno e notte tanto che la sua comparsa al largo di Tønsberg colse di sorpresa i due fratelli che furono costretti a ritirarsi verso nord-est. Decisi a resistere, schierarono le loro truppe sul pendio di una collina ma trovandosi in grande inferiorità numerica furono sconfitti e uccisi. Furono sepolti in due grandi tumuli che la tradizione vuole corrispondano a quelli presenti nel sito di sepoltura di Oseberghaugen, cinque chilometri a nord di Tønsberg. Secondo un'altra interpretazione la battaglia si sarebbe svolta presso la fattoria di Haugar, tre chilometri a nord est della città. Quel sito in seguito fu chiamato Haugarþing ed utilizzato per la proclamazione dei re di Norvegia ed oggi è occupato da palazzo Jarlsberg.

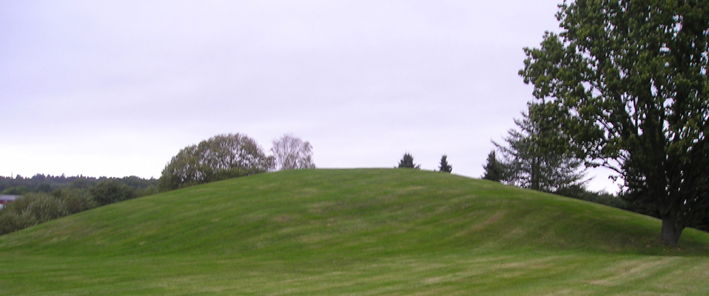
Oseberghaugen, considerato dalla tradizione il luogo di sepoltura di Sigfrøðr